# 설림도서관
설림도서관은 전북특별자치도 군산시에 있는 공립 도서관이다.

## 연혁
- 2013년 10월 23일 개관.